# J.Gg. Rupprecht GmbH
J.Gg. Rupprecht is een voormalige Duitse warenhuisketen, die eigendom was van Kaufring AG. De warenhuisketen was actief tussen 1992 en 2001.

## Geschiedenis
Na de beursgang van inkoopcombinatie Kaufring AG in 1991 besloot de organisatie om eigen warenhuizen te gaan exploiteren. In eerste instantie wilde men hiervoor Horten AG voor overnemen. Er was al een samenwerking met Horten, dat net het succesvolle Galeria-concept had ontwikkeld en vestigingen door heel Duitsland had. In 1992 verwierf Kaufring AG via de West LB een belang van 5% in Horten AG. Maar de warenhuisketen Kaufhof had ook interesse in Horten en nam de keten in 1994 over. Ondanks deze mislukte overname had Kaufring AG enkele van zijn eigen klanten over genomen. Dit betroffen voormalige Horten-warenhuizen.
Onder de naam J.Gg. Rupprecht exploiteerde Kaufring AG sinds de jaarwisseling 1992/1993 tien kleinere warenhuizen, die Horten AG had verkocht. Deze vestigingen waren meestal in kleinere steden of stadsdelen zoals Gevelsberg, Viersen of Duisburg-Marxloh. De winstgevendheid was vanaf het begin problematisch. Waar dat mogelijk was probeerde men om aantrekkelijke partners naar de vestigingen te trekken. MediaMarkt in Duisburg en Strauss Innovation in Viersen verhuisden naar de vestigingen om meer klanten naar de locatie te trekken, die niet altijd de beste was in de betreffende stad.
Voormalige vestigingen van J.Gg. Rupprecht GmbH waren:
- Andernach, Hochstrasse 80[1]
- Baden-Baden, Lange Straße 44 (van 1993-1995, daarna warenhuis Wagener)
- Bergheim (Erft), Südweststraße 13
- Bochum, Alter Markt 6[2]
- Duisburg, August-Bebel-Platz 20
- Gevelsberg, Mittelstraße 27[3]
- Heidenheim, Karlstraße 12
- Pirmasens, Hauptstrae 13
- Viersen, Löhstraße 23
- Wetzlar, Alte Strasse 5
- Worms, Am Römischen Kaiser 1

De voormalige Horten-warenhuizen waren als onderdeel van Kaufring niet winstgevend en sommige warenhuizen maakten zelfs enorme verliezen. De andere door Kaufring overgenomen warenhuizen wisten nauwelijks synergie te bereiken en mochten allemaal hun oude naam behouden, waardoor er geen uniforme marktaanwezigheid was, wat vooral de advertentiekosten opdreef.
De verlieslatende J. Gg. Rupprecht-vestigingen bleven geopend, terwijl hun slechte economische situatie bekend was en ook in persberichten stond. Toch wilde Kaufring in eerste instantie geen van de filialen sluiten. Na lang wikken en wegen werd echter besloten de vestigingen gedeeltelijk te sluiten of te herstructureren door vooral verlieslatende afdelingen, zoals de restaurant in de warenhuizen te sluiten. Kort voor het einde van Kaufring AG (2001) werden alle vestigingen gesloten, maar uiteindelijk kwam dit voor Kaufring AG te laat. Er werd te veel geld in een bodemloze put gestoken en de omvang van de bestellingen werd onvoldoende aangepast aan de teruggelopen verkoopcijfers.